# Tours Football Club
Maillots
Dernière mise à jour : 28 décembre 2024.
Le Tours Football Club est un club de football français situé à Tours (Indre-et-Loire), fondé en 1919 et disparu en 2025.
Le TFC est créé sous le nom d'AS Docks du Centre en 1919. Après être devenu le FC Tours en 1951, le club végète en Division d’Honneur et en Championnat de France amateur (CFA). La montée en deuxième division lors de la saison 1974-1975 se révèle comme un déclencheur dans la progression du club. En 1978, Tours décide de passer professionnel et au bout de son deuxième exercice, le club accède en première division. Grâce à l’arrivée du meilleur buteur de l’histoire du championnat de France Delio Onnis, le club reste trois ans en D1 et arrive deux fois en demi-finales de la Coupe de France en 1982 et 1983. Le club retrouve la Division 1 en 1984-1985 pour ensuite retomber dans ses travers. Après une stabilisation en deuxième division, le club dépose le bilan en 1993 à cause de problèmes financiers. À la suite de cette double relégation en CFA, le club est renommé Tours FC et accède de nouveau en deuxième division en 2006. Relégué en National 1 en 2018, le club se voit rétrogradé d'abord sportivement en National 2 puis administrativement en National 3 en 2019.
Le Tours FC est placé en liquidation judiciaire par le tribunal de commerce de Tours à l'issue de la saison 2023-2024, mais cette décision est suspendue par la cour d'appel d'Orléans le 19 juillet 2024. La DNCG rétrograde le club en Régional 1 pour la saison 2024-2025.
Le 30 janvier 2025, le club ayant toujours de lourdes difficultés financières malgré l'arrivée d'Ivan Desmet, investisseur belge, durant l'été, la cour d'appel d'Orléans confirme la liquidation judiciaire de la SASP Tours FC.
Le 26 février 2025, après la prise de décision du Comex de la FFF, le club est officiellement liquidé et disparaît, disqualifiant toutes ses équipes amateurs de leur championnat.
L'équipe première joue à domicile au stade de la Vallée du Cher.

## Histoire

### AS Docks du Centre (1919-1932)
L'Association Sportive des Docks du Centre est fondée en 1919. À sa naissance le club est donc l'association sportive d'une entreprise de distribution, créée au début des années 1900 par Ernest Toulouse à Tours, qui devient les Docks de France en 1926. Affilié à la Fédération Française de Football Association dès 1919, le club devient l'Association Sportive du Centre (ASC) en septembre 1921 en vue de participer à la Coupe de France.
- 1919 : fondation de l'AS Docks du Centre
- 1921 : rebaptisé AS du Centre
- 1932 : dissolution
- 1933 : affiliation de l'US du Centre
- 1942 : rebaptisé AS du Centre
- 1951 : rebaptisé FC Tours
- 1978 : le FC Tours devient professionnel
- 1980 : première montée en Division 1
- 1993 : perte du statut pro, double relégation administrative et devient le Tours FC
- 2006 : le club remonte en Ligue 2 et retrouve le statut professionnel
- 2018 : rétrogradation  de Ligue 2 à National 1
- 2019 : rétrogradation administrative de National 1 en N3
- 2021 : rétrogradation administrative en Régional 1
- 2022 : accession en National 3
- 2024 : rétrogradation administrative de National 3 en Régional 1
- 2025 : liquidation judiciaire de la SASP Tours FC

Champion du district de Tours de première série en 1923, l'AS du Centre bat les autres champions de districts et devient Champion de la Ligue du Centre. Pour la saison suivante, la Ligue met en place la première compétition régionale, le championnat de Division d'honneur. L'ASC remporte cette première édition et les trois suivantes, champion de son groupe et vainqueur de la finale. Le club a également son heure de gloire lors de la saison 1926-1927 en remportant le championnat de France, en division promotion. De nouveau champion au terme de la saison 1929-1930, l'AS du Centre remporte une dernière fois le championnat de DH lors de la saison 1931-1932.
À la surprise générale, le club ne s'inscrit pas pour la saison suivante, et démissionne de la Fédération à l'été 1932. Une nouvelle Association Sportive du Centre est affiliée à la FFFA en 1934 mais ne brille pas, et est radiée de la Fédération pour non paiement des cotisations en 1938.

### AS du Centre (1933-1951)
Entre-temps, au début de 1933, s'est affiliée à la FFFA une Union sportive du Centre, basée à Tours. Ce club gravit lentement les échelons, et participe à sa première Coupe de France en 1936.
À la suite de la suppression des ligues en 1942, le club, comme tous ceux de Touraine, passe au Comité régional d'Anjou. C'est sous ce comité que l'US du Centre change de titre, en juin 1942, pour prendre celui de son glorieux aîné : l'Association Sportive du Centre.
Un bon parcours durant les années de guerre lui ouvre les portes, pour 1945-1946, de la Division d'honneur de la Ligue du Centre, rétablie à la libération. Les Tourangeaux sont troisièmes et deuxièmes en fin de saison 1946-1947 derrière l'Arago. La saison suivante, l'ASC Tours n'est pas dans les trois premiers du championnat, de la Ligue du Centre admis en division nationale, le Championnat de France amateurs, nouvellement instituée. Elle se rattrape la saison suivante en empochant le championnat, et la montée.
Le bonheur est de courte durée, le club ne s'y maintient pas en achevant la saison 1949-1950 à la douzième place (sur treize) du groupe Ouest. Après une saison de transition terminée à la quatrième place, les Docks de France retirent leur soutien au club qui est rebaptisé Football Club de Tours en juin 1951.

### Football Club de Tours (1951-1993)
Le jeune FC Tours décroche son premier titre régional dès le premier exercice et la remontée en CFA. En 1952, le FCT, avec son capitaine emblématique, ex-international et figure mythique du sport tourangeau, Fred Aston, accède aux 32e de finale de la Coupe de France après l'élimination au tour préliminaire des professionnels de l'AS Troyes,. Lors de la saison 1952-1953, le club termine sur la seconde marche du podium dès son retour à l'échelon national,. Ce bon résultat n'est pas conservé l'année suivante et les Tourangeaux sont relégués à la suite de leur onzième position finale. À nouveau de retour en élite régionale, l'équipe peine à réagir bien qu'améliorant chaque saison son classement final (neuvième, cinquième, troisième puis second) jusqu'en 1958 avant une nouvelle troisième place la saison suivante. Le club stagne longtemps au niveau amateur. Plusieurs fois champion de Division d'Honneur (1960, 1965, 1968), le FCT n'arrive pas à se stabiliser en Championnat de France amateur sous la présidence de Jean Savoie et ses deux vice-présidents Robert Leprivier et Raymond Villate. Ceux-ci dirigent le club durant une dizaine d'années avec Robert Caquet, Jules Vandooren, Stanislas Dombeck et Guy Bernard comme entraîneurs.
Quatrième en 1970 et gagnant chaque année une place au classement jusqu'au titre en 1973. La montée en Division 3 est assurée. Pierre-Antoine Dossevi est alors l'une des figures de l'effectif tourangeau. Une D3 qui ne voit qu'une saison le FCT, puisque les Bleus accèdent directement à la D2,,,. Le FCT se contente, durant deux saisons, d'assurer son maintien. Handicapé par un statut amateur qui ne lui permet pas de retenir ses meilleurs joueurs, l'équipe réalise pourtant deux nouvelles saisons. Le club décide alors de passer professionnel. Tours reste, une longue partie de la saison, dans le sillage des meilleures équipes du championnat, accrochant finalement la quatrième place. Sur sa lancée, l'équipe tourangelle signe 22 victoires la saison suivante et est admise dans l'élite du football français,.

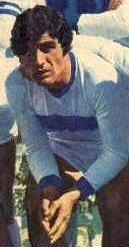
Delio Onnis, attaquant des années en D1.

Avec l'arrivée du meilleur buteur de D1 précédente, l'italo-argentin Delio Onnis, les débuts sont encourageants. Pourtant cinquième après douze journées, Tours chute au classement et doit passer par les barrages pour assurer son maintien. La seconde saison est plus tranquille avec une place de onzième en championnat et Onnis meilleur buteur pour la troisième place,,. La troisième saison au haut niveau se finit avec un nouveau barrage. En Coupe de France, les Ciels et Noir sont opposés au PSG en demi-finale pour la seconde année consécutive (4-0 ; 3-3), avant de jouer leur tête parmi l'élite. Tenu en échec au match aller à domicile, le miracle n'a pas lieu (défaite 3-1) et le FCT est relégué en Division 2 après trois saisons en D1,.

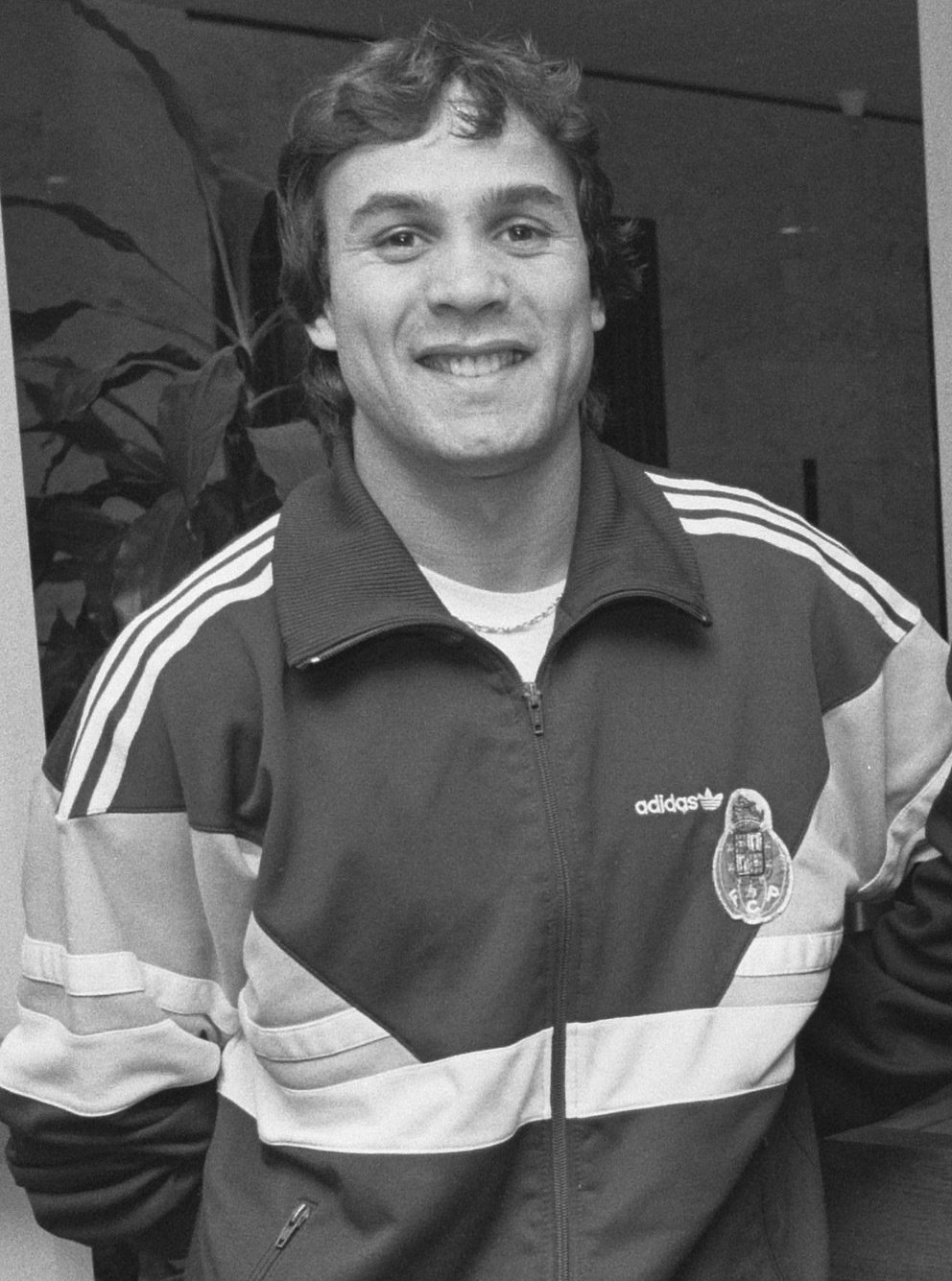
Madjer est prêté au TFC lors de la deuxième partie de saison 1984-1985.

Le FC Tours perd alors ses principaux joueurs, aligne 24 victoires en championnat et limite son passage en D2 à une seule saison. Les Ciels et Noirs remportent le titre de champions de France face à l'Olympique de Marseille (2-2, 3-2),. Manquant de moyens financiers, Tours ne peut assurer son maintien et redescend en deuxième division au printemps 1985. Tours peine à justifier son rôle favori attribué par la presse pour son retour en Division 2. Treizième à la trêve, le FCT sauve à nouveau sa saison avec la Coupe de France, cédant en quart face aux Girondins de Bordeaux (0-1, 0-1). Neuvième en championnat puis septième en 1986-1987, les Tourangeaux sont lanterne rouge à la trêve hivernale de la saison 1987-1988. La chute en Division 3 ne peut être évitée.
Le FCT remonte immédiatement en deuxième division. Mais les problèmes financiers deviennent récurrents. Se maintenant difficilement la première saison (quatorzième) puis plus aisément les deux suivantes (deux fois neuvième), l'équilibre financier est de plus en plus précaire. Le FC Tours est relégué en Division 3 dès le printemps 1993. Mais, en juin 1993, au vu du bilan présenté, la DNCG retire le statut professionnel au club et lui fait subir une double rétrogradation,,. Mais le club, rebaptisé Tours Football Club, évite la liquidation et donc sa disparition pure et simple. 400 000 francs réunis in extremis permettent au club de conserver son numéro d'affiliation à la Fédération française de football.

### Tours FC (1993-2025)
Le nouveau Tours FC prend le relais, deux étages plus bas donc, dans le nouveau championnat de National 2 (D4). Endetté et sans soutien financier, le FCT dépose le bilan en décembre 1993. Le club passe tout près de la liquidation, mais s'en sort in extremis pour passer deux saisons difficiles en bas de classement. Le club redresse ensuite la tête en 1996 avec une cinquième place et parvient à suivre la cadence des réserves lyonnaise et nantaise, accédant au nouveau championnat National pour la saison 1997-1998. Cette même année, le Tours FC décroche le titre de meilleur club amateur de France grâce aux résultats de ses équipes jeunes.

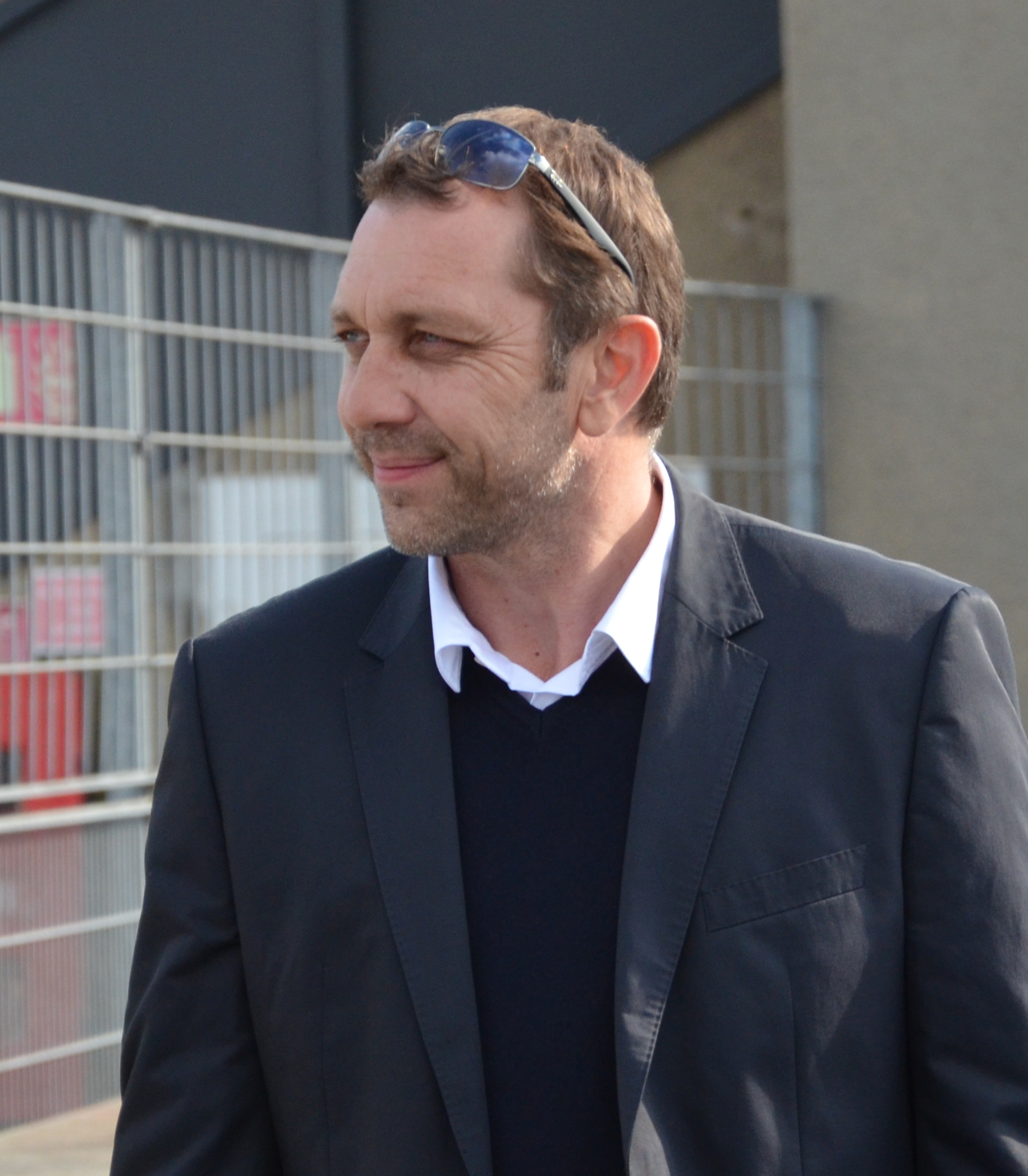
Xavier Gravelaine, né à Tours, se sert de son image pour aider le club.

Lors de cette saison 1997-1998, l'équipe est engluée dans les profondeurs du classement dès le début de la saison. Le TFC retrouve quelques couleurs en mars en s'extirpant de la zone de relégation. En milieu de classement (huitième), le maintien est assuré sportivement. Mais la DNCG relègue une nouvelle fois le club pour raisons financières. Le TFC en CFA, le club conteste sa relégation et il faut attendre la troisième journée de championnat pour que l'équipe s'aligne en compétition et assure son maintien. Tours entame la saison 1999-2000 à plein régime mais le club échoue à la troisième place. S'ensuivent des saisons de transition plus consacrées à éponger les dettes qu'à retrouver de l'ambition. 2002 voit le renouveau d'un TFC performant, les Ciels et Noir effectuent une série de treize matches sans défaite en championnat auxquels il faut ajouter leurs six tours de Coupe de France. Tours se voit donc repêché pour participer au National 2003-2004. Dans ces conditions, le retour à l'échelon au-dessus est plus que difficile et le maintien est obtenu in extremis,. En 2004-2005, le club échoue à une victoire d'accrocher le podium synonyme de montée en Ligue 2. Il faut attendre la saison suivante pour voir les héritiers du FCT renouer avec le monde professionnel. Mal préparé administrativement et sportivement, ce retour est un échec et le TFC ne peut espérer se maintenir (à noter que c'est lors de cette saison 2006 en Ligue 2 que le Tours FC propose son premier site internet : www.toursfc.fr). Après cette saison cauchemardesque, le club fait le grand nettoyage pour un résultat probant : la remontée, avec une belle aventure jusqu'en huitièmes de finale de Coupe de France,.

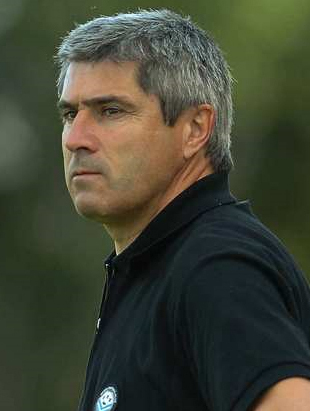
Daniel Sanchez, entraîneur durant quatre saisons du TFC.

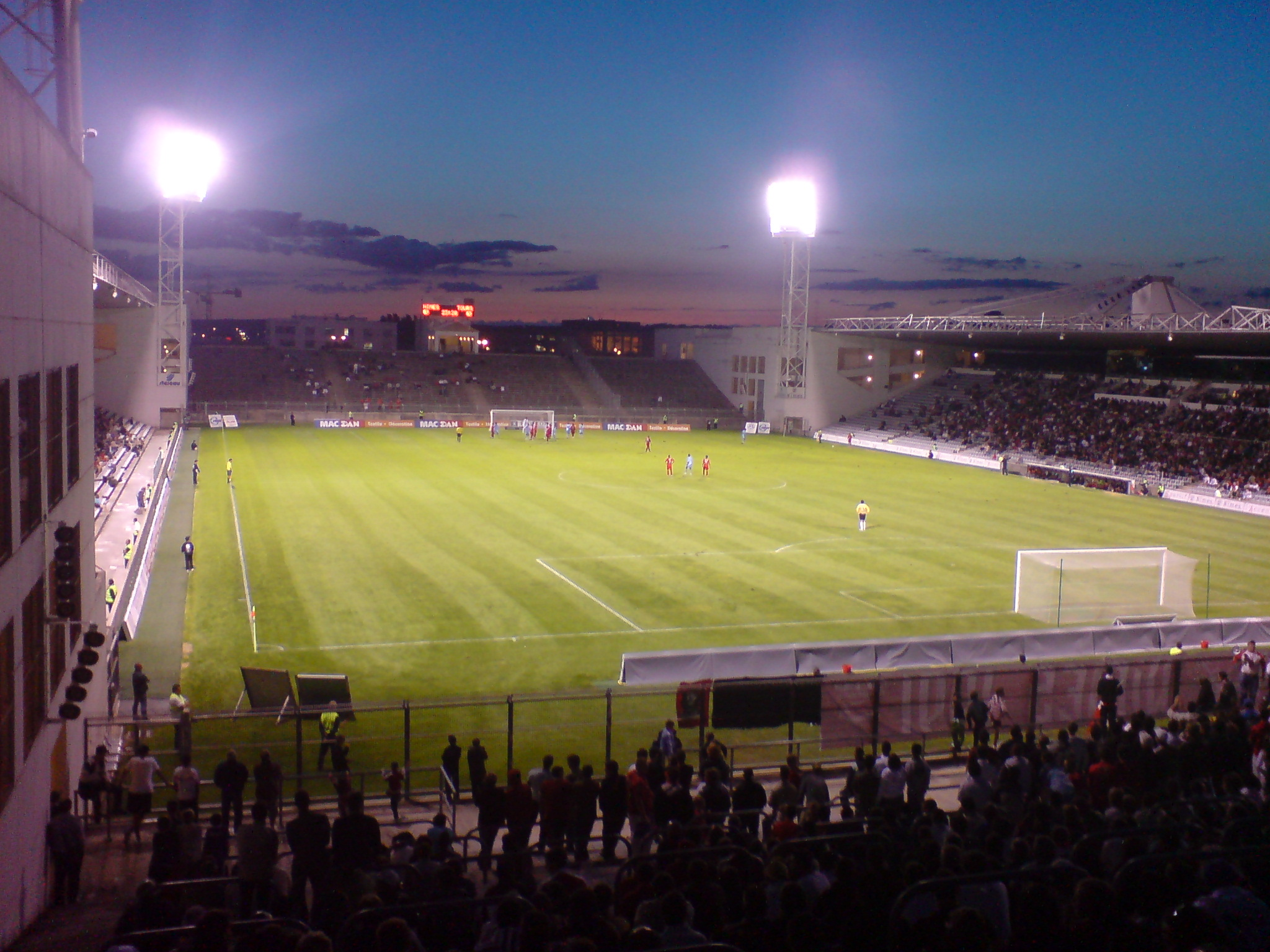
Nîmes-Tours en septembre 2008

Le TFC retrouve la Ligue 2 à la fin de la saison 2007-2008. Pour un retour en L2, le TFC se mêle jusqu'à la dernière journée à la bataille pour l'accession. et finit à la sixième place de L2. Au cours des deux saisons suivantes, le Tours FC termine onzième puis douzième du classement. Le Tours FC poursuit son parcours en L2 en se classant sixième au terme de la saison 2011-2012 . Cette même saison, les Ciel et Noir atteignent les seizièmes de finale de la Coupe de France (défaite 0-1 contre Montpellier). Le départ catastrophique de la saison 2012-2013 place le club dernier début septembre 2012. Le Tours FC achève finalement la saison à la dixième place.
En 2013-2014, le Tours FC, avec son nouveau propriétaire Jean-Marc Ettori, lutte pendant une bonne partie de la saison pour la montée en Ligue 1. Andy Delort termine co-meilleur buteur du championnat (24 buts) mais ne peut empêcher la huitième place du club. À noter que les Tourangeaux atteignent pour la première fois les huitièmes de finale de la Coupe de la Ligue.
La saison 2014-2015 est plus difficile pour Tours. Lors du mercato estival, Andy Delort s'en va du côté de Wigan pour 4 millions d'euros (avant de revenir au club sous forme de prêt pendant le mercato hivernal). Les Tourangeaux parviennent finalement à se maintenir jusque dans les ultimes journées. En Coupe de France, le Tours FC passe tout près de l'exploit en seizièmes de finale face aux Verts de Saint-Étienne (défaite 3-5 après prolongations). Pour la saison 2015-2016, le TFC, entraîné par Marco Simone, termine à la neuvième place du championnat. La saison 2016-2017 est une nouvelle fois marquée par une lutte pour le maintien. Lanterne rouge jusqu'à la 29ème journée, les Tourangeaux réalisent une incroyable série de dix matchs sans défaite et obtiennent leur maintien lors de la 36ème journée du championnat et une victoire 3 buts à 1 sur la pelouse du Stade Lavallois.
La saison 2017-2018 s'avère très compliquée pour le Tours FC. Après plusieurs années de difficultés financières et sportives, le club est relégué en National, après dix saisons consécutives au second échelon national. Paradoxalement, le Tours FC se qualifie pour la première fois de son histoire en finale de la Coupe Gambardella, s'inclinant contre l'ES Troyes AC (1-2).
La saison 2018-2019 se révèle catastrophique pour le Tours FC. Après un bon départ, le TFC perd du terrain au fur et à mesure du championnat de National et termine la saison à la 15e place, relégué en National 2. Cependant, la DNCG rétrograde administrativement le club en National 3. Le Tours FC perd son statut professionnel pour la première fois depuis 2006, ainsi que son centre de formation.
Pour la saison 2019-2020, l'intégralité des joueurs professionnels quitte le club. Alors premier de sa poule de National 3 avec une seule défaite, Noël Le Graët, président de la FFF, annonce l'annulation des championnats amateurs, en pleine crise de coronavirus. Selon le quotient nombre de points obtenus par nombre de matchs joués, le Tours FC accède en National 2. Cependant, en juillet 2020, la DNCG refuse l'accès au N2 en raison de la situation financière du club.
La saison 2020-2021 se révèle courte en raison du reconfinement, laissant le Tours FC en National 3 pour une troisième année consécutive. En juillet 2021, la Commission de contrôle des comptes de la Ligue Centre-Val de Loire relègue le club en Régional 1,. Malgré l'appel auprès de la DNCG, celle-ci confirme le retour du Tours FC en au niveau régional, pour la première fois depuis 1973.
Au terme de la saison 2021-2022, alors que le Tours FC est en passe de remporter le championnat de Régional 1 et revenir en National 3, le tribunal de commerce de Tours se prononce en faveur du plan de relance présenté par Jean-Marc Ettori début mai 2022. Cela alors qu'un projet de rachat est porté par l'ancienne gloire du club, Omar da Fonseca, et soutenu par la mairie,.
Le Tours FC remporte le championnat de Régional 1. Cependant, la Commission régionale de contrôle des clubs (la CRCC) interdit la montée du club en National 3 pour la saison 2022-2023. Le Tours FC fait appel de cette décisionet obtient finalement gain de cause auprès de la commission d'appel de la DNCG qui valide l'accession du club à l'échelon supérieur avec toutefois une masse salariale encadrée. Le club vise alors la montée en National 2 cette saison. Tours termine finalement deuxième derrière l'Avoine Olympique Chinon Cinais, avec le même nombre de points mais avec un goal-average particulier en sa défaveur (Tours perd ses deux rencontres face à l'Avoine OCC : 2-1 au match aller en novembre 2022 puis 0-1 au match retour en avril 2023).
À l'issue de la saison 2023-2024, le tribunal de commerce de Tours place le club en liquidation judiciaire. Mais cette décision est suspendue par la cour d'appel d'Orléans le 19 juillet 2024 à la suite d'une promesse d'investissement de l'entrepreneur belge Ivan Desmet. Le 20 août 2024, Ivan Desmet devient officiellement le nouveau président du Tours FC, relégué en Régional 1 par la DNCG à l'été 2024.
Après plusieurs saisons passées sur le banc tourangeau, Nourredine El Ouardani annonce son départ et est remplacé pour la saison 2024-2025 par Bryan Bergougnoux, qui fut auparavant coach du Thonon Evian Grand Genève FC mais surtout ancien joueur du TFC avec 191 apparitions sous le maillot ciel et noir entre 2012 et 2018. Avec un effectif composé dans l'urgence à cause de la situation extra sportive du club, le Tours FC débute par deux défaites en championnat avant d'enchaîner plusieurs victoires. En Coupe de France, les Tourangeaux entrent en lice au 2e tour contre le Racing La Riche, club de Départemental 1 (victoire 3-0). Les hommes de Bryan Bergougnoux réalisent une incroyable épopée et parviennent à se hisser jusqu'en 32es de finale, après avoir éliminé des équipes comme le FC Montlouis, l'US Montagnarde ou l'OC Cesson. Au tirage au sort, le Tours FC se retrouve confronté au FC Lorient, pensionnaire de Ligue 2. Mais faute de sécurité suffisante, le match est annulé par la FFF le jour même de la rencontre,. Quelques jours plus tard, la commission fédérale de la Coupe de France décide de donner match perdu par pénalité au TFC, qualifiant directement Lorient pour les 16es de finale. Les difficultés financières du club sont alors révélées au grand jour. Le capitaine Léo Schwechlen, revenu à Tours quelques mois auparavant pour aider le club à remonter, décide de partir. Finalement, la liquidation judiciaire de la SASP Tours FC est prononcée le 30 janvier 2025 par la cour d'appel d'Orléans. La liquidation judiciaire de l'association sera également prononcée le 26 février 2025 mettant un terme à toutes les activités de toutes les équipes du club et la disparition totale & définitive de ce dernier.

### Après le Tours FC
À la suite de la liquidation du club, une association éphémère, le Jeunesse Tours Foot, est créée afin d'accueillir les licenciés de l'association du défunt Tours FC. Elle est présidée par Tom Guignard, ancien joueur du TFC passé par le pôle espoir régional,.
Le 29 avril 2025, il est annoncé que le FC Ouest Tourangeau (club de National 3 basé à Ballan-Miré et Savonnières) prendra le nom d'Union Foot de Touraine et étendra son influence sur Tours et Joué-lès-Tours, afin de prendre la suite des clubs de ces villes récemment dissous, soit le Tours Football Club et le Joué FCT (dissous en août 2024),. Le club dévoile son logo le 2 juin 2025.

## Résultats sportifs

### Palmarès
Le Tours Football Club est le club le plus titré de la Ligue du Centre avec 18 titres de champion de Division d'honneur. Entre 1923 et 1932, le TFC n'échoue qu'à deux de reprises : en 1929 et 1931. Les trois derniers titres (1997, 2008 et 2013) sont remportés par l'équipe réserve. En 2022, l'équipe première, qui a été reléguée administrativement en Régional 1 juste avant le début de la saison, remporte un nouveau titre de champion. En 1927, le titre régional donne droit au club tourangeau de participer à la « Division promotion » du Championnat de France amateur. Disputer entre deux équipes, l'AS Centre à l'époque s'impose face à l'AS Clamecy. Le club remporte aussi trois Coupe du Centre, toutes d'affilée entre 1998 et 2000.
À l'échelle nationale, le TFC se distingue avec La Berrichonne de Châteauroux, en étant les seuls de la Ligue du Centre de football à avoir joué en Division 1. Les Ciel et Noir acquièrent leur première montée en terminant vice-champion de D2 en 1980. Pendant ce passage en D1, l'équipe réalise ses meilleurs parcours en Coupe de France, terminant demi-finaliste en 1982 et 1983. L'année suivante, fraîchement retombé en deuxième division, les tourangeaux remporte leur premier trophée majeur avec le titre de D2 1983-1984.
À la suite de la rétrogradation administrative, le Tours FC doit gravir à nouveau tous les étages du football français. Remonté en National, il termine deux fois vice-champion en 2006 et 2008 avant de se stabiliser en Ligue 2 et de pouvoir participer à la Coupe de la Ligue. Son meilleur parcours dans cette compétition est un huitième-de-finale en 2014.
Après son titre de DH Centre en 2008, l'équipe réserve remporte son groupe de CFA 2 en 2009.
| Compétitions nationales | Compétitions régionales | Compétitions jeunes                                                            |
| --- | --- | ------------------------------------------------------------------------------ |
| - Championnat de France - Meilleure performance : 11e en 1982 - Championnat de France D2 (1) - Champion : 1984 - Championnat de France D3 (Division 3 / National) - Vainqueur de groupe : 1989 - Vice-champion : 2006, 2008 - Championnat de France D4 (National 2) - Vice-champion de groupe : 2003 - Championnat de France D5 (CFA 2 / National 3) - Vainqueur de groupe : 2009 rés. et 2020 - Coupe de France - Demi-finaliste : 1982, 1983 | - Division d'Honneur Centre (18) - Champion : 1923, 1924, 1925, 1926, 1927, 1928, 1930, 1932, 1949, 1952, 1960, 1965, 1968, 1973, 1997 rés., 2008 rés., 2013 rés., 2022 - Coupe du Centre (4) - Vainqueur : 1998, 1999, 2000, 2017 - Finaliste : 1950, 1997 et 2003 | - Championnat U19 (1) - Champion : 2014 - Coupe Gambardella - Finaliste : 2018 |

### Bilan sportif

#### Championnats
En championnat professionnel, la plus large victoire enregistrée est lors de la 29e journée du championnat de Division 2 1983-1984 et la réception de l'EA Guingamp. Les Tourangeaux s'imposent 7-1. C'est sur ce score qu'ils s'inclinent le plus lourdement aussi en accueillant l'AS Cannes à l'occasion de la quinzième journée de D2 1974-1975.
Si on ne se réfère qu'au championnat de première division, le meilleur classement du TFC est une onzième place lors de la saison 1981-1982. Le record de victoire consécutive est de trois matchs tandis que le plus grand nombre de matches consécutifs sans défaite est de huit.
| Championnat               | Saisons | Titres | J   | V   | N   | D   | Bp  | Bc  | Diff |
| ------------------------- | ------- | ------ | --- | --- | --- | --- | --- | --- | ---- |
| Championnat de France     | 4       | 0      | 152 | 44  | 38  | 70  | 217 | 264 | -47  |
| Championnat de France D2  | 21      | 1      | 738 | 277 | 211 | 250 | 966 | 932 | +34  |
| Championnat de France D3  | 14      | 0      | 410 | 157 | 112 | 141 | 550 | 523 | +27  |
| CFA (1948-1970)           | 7       | 0      | 164 | 45  | 48  | 71  | 188 | 284 | -96  |
| Division 3 (1970-1993)    | 2       | 0      | 60  | 39  | 13  | 8   | 143 | 52  | +91  |
| National (depuis 1993)    | 5       | 0      | 186 | 73  | 51  | 62  | 219 | 187 | +32  |
| Championnat de France D4  | 9       | 0      | 306 | 125 | 92  | 89  | 403 | 352 | +51  |
| Championnat de France D5  | 3       | 1      | 45  | 29  | 11  | 5   | 102 | 45  | +57  |
| Division d'honneur Centre | 19      | 7      | 422 | 242 | 93  | 87  | 897 | 476 | +421 |

#### Coupes
Le Tours FC participe aux deux coupes organisées chaque année en France, la Coupe de France, créée en 1917 et organisée par la Fédération française de football, et la Coupe de la Ligue, organisée par la Ligue de football professionnel et existante de 1994 à 2020. Le club n'a cependant remporté aucun de ces deux trophées. En Coupe de France, ses meilleures performances sont deux demi-finales en 1982 et 1983. En Coupe de la Ligue, la meilleure performance du club est un huitième de finale en 2014, 2016 et 2018.
| Coupe             | V | F | 1/2 | 1/4 | 1/8 | 1/16 | 1/32 |
| ----------------- | - | - | --- | --- | --- | ---- | ---- |
| Coupe de France   | 0 | 0 | 2   | 1   | 3   | 6    | 12   |
| Coupe de la Ligue | 0 | 0 | 0   | 0   | 3   | 0    |      |

## Structure du club

### Image et identité

#### Nom, logo et devise
L'Association sportive des Docks du Centre est fondée en 1919. Le club devient l'Association sportive du Centre (ASC) en septembre 1921 en vue de participer à la Coupe de France. L'ASC ne s'inscrit pas pour la saison 1932-1933 et démissionne de la Fédération à l'été 1932.
Dès début de 1933, s'affilie à la FFFA, une Union sportive du Centre, toujours basée à Tours. Ce club gravit lentement les échelons, et participe à sa première Coupe de France en 1936. L'US du Centre change de nom, en juin 1942, pour prendre celui de son glorieux aîné : l'Association sportive du Centre. Les Docks de France retirent leur soutien au club au terme de la saison 1950-1951 et celui-ci est rebaptisé Football Club de Tours.
Une autre entité nommée Association sportive du Centre est affiliée à la FFFA en 1934 mais ne brille pas, et est radiée de la Fédération pour non-paiement des cotisations en 1938.
| AS Docks du Centre (1919-1921) | AS Docks du Centre (1919-1921) | AS Docks du Centre (1919-1921) | AS Docks du Centre (1919-1921) | AS Docks du Centre (1919-1921) | AS Docks du Centre (1919-1921) |  |  | AS Centre (1921-1932) | AS Centre (1921-1932) | AS Centre (1921-1932) | AS Centre (1921-1932) | AS Centre (1921-1932) | AS Centre (1921-1932) |  |  | US Centre (1933-1942) N° 504917 | US Centre (1933-1942) N° 504917 | US Centre (1933-1942) N° 504917 | US Centre (1933-1942) N° 504917 | US Centre (1933-1942) N° 504917 | US Centre (1933-1942) N° 504917 |  |  | AS Centre (1942-1951) | AS Centre (1942-1951) | AS Centre (1942-1951) | AS Centre (1942-1951) | AS Centre (1942-1951) | AS Centre (1942-1951) |  |  | FC Tours (1951-1993) | FC Tours (1951-1993) | FC Tours (1951-1993) | FC Tours (1951-1993) | FC Tours (1951-1993) | FC Tours (1951-1993) |  |  | Tours FC (1993-2025) | Tours FC (1993-2025) | Tours FC (1993-2025) | Tours FC (1993-2025) | Tours FC (1993-2025) | Tours FC (1993-2025) |
| AS Docks du Centre (1919-1921) | AS Docks du Centre (1919-1921) | AS Docks du Centre (1919-1921) | AS Docks du Centre (1919-1921) | AS Docks du Centre (1919-1921) | AS Docks du Centre (1919-1921) |  |  | AS Centre (1921-1932) | AS Centre (1921-1932) | AS Centre (1921-1932) | AS Centre (1921-1932) | AS Centre (1921-1932) | AS Centre (1921-1932) |  |  | US Centre (1933-1942) N° 504917 | US Centre (1933-1942) N° 504917 | US Centre (1933-1942) N° 504917 | US Centre (1933-1942) N° 504917 | US Centre (1933-1942) N° 504917 | US Centre (1933-1942) N° 504917 |  |  | AS Centre (1942-1951) | AS Centre (1942-1951) | AS Centre (1942-1951) | AS Centre (1942-1951) | AS Centre (1942-1951) | AS Centre (1942-1951) |  |  | FC Tours (1951-1993) | FC Tours (1951-1993) | FC Tours (1951-1993) | FC Tours (1951-1993) | FC Tours (1951-1993) | FC Tours (1951-1993) |  |  | Tours FC (1993-2025) | Tours FC (1993-2025) | Tours FC (1993-2025) | Tours FC (1993-2025) | Tours FC (1993-2025) | Tours FC (1993-2025) |
|                                |                                |                                |                                |                                |                                |  |  |                       |                       |                       |                       |                       |                       |  |  |                                 |                                 |                                 |                                 |                                 |                                 |  |  |                       |                       |                       |                       |                       |                       |  |  |                      |                      |                      |                      |                      |                      |  |  |                      |                      |                      |                      |                      |                      |
|                                |                                |                                |                                |                                |                                |  |  |                       |                       |                       |                       |                       |                       |  |  | AS Centre (1934-1938)           |                                 |                                 |                                 |                                 |                                 |  |  |                       |                       |                       |                       |                       |                       |  |  |                      |                      |                      |                      |                      |                      |  |  |                      |                      |                      |                      |                      |                      |

Blason de la ville de Tours

L'écusson du Tours FC porte les armoiries de la ville composées de trois tours et une fleur-de-lys. Il porte la devise du club « Turonorum Civitas Libera », qui signifie en latin « Ville libre des Turones ». Les Turones sont la tribu celtique qui a donné son nom à Tours. La devise a été retrouvée gravée sur un rocher, qui est maintenant dans les souterrains du Musée des Beaux-Arts situé dans la ville. La salamandre est une référence au roi François Ier.

Logo du club dans les années 70 et 80
Logo du club dans les années 90
Logo du club dans les années 2000 et 2020

#### Historique des couleurs
Dans les années 1950, le maillot est bleu ciel et noir aux couleurs du blason de la ville de Tours. Au fil des années on voit une tenue peu modifiée avec un maillot et des chaussettes fait de bleu plus ou moins foncé avec des rappels et le short noir. Dans les années 2000, le short devient de la même couleur que le reste de la tenue
Pour la saison 2011-2012, Duarig en collaboration avec le club décide de conserver le bleu ciel habituel sur le maillot domicile. Il est aussi conservé le col rond.
En septembre 2013, le club propose via un sondage sur Facebook auprès des abonnés un choix de huit nouveaux maillots proposés par Duarig. Le maillot sélectionné est bleu ciel avec un dégradé noir, une tour est situé en bas à droite du maillot.
La marque française Duarig est l'équipementier du Tours FC depuis la saison 2002-2003. Mais fin de la saison 2013, elle dépose le bilan et c'est l'équipementier américain Nike qui reprend la tenue tourangelle. Nouvelle saison 2014-2015, et nouveau maillot. Celui proposé par le club pour les rencontres à domicile pose problème et ne correspond pas aux couleurs traditionnelles du Tours FC, au profit d'un bleu roi, couleur de la ville de Tours. Une pétition est en ligne pour le retour du ciel et du noir sur le maillot du Tours FC. Le 18 mai 2014, Jean-Luc Ettori dévoile rapidement un maillot de secours avec le bleu ciel, mais le noir disparaît au profit du blanc,,.
Pour les saisons 2016-2017 et 2017-2018, Hungaria, qui fait son retour sur le devant de la scène, équipe le club. Les maillots reprennent alors les couleurs traditionnelles du club pour le maillot domicile, un maillot extérieur blanc avec des manches bleues et des fleurs de lys, et enfin un maillot third couleur or.
À partir de 2018, c'est l'équipementier italien Kappa qui devient l'équipementier du club. Les couleurs restent les mêmes pour le maillot domicile et extérieur.
En 2022, au terme du contrat avec l'équipementier italien Kappa, c'est avec l'équipementier anglais Umbro que le Tours FC poursuit l'aventure. Le maillot domicile arbore les couleurs ciel et noir sur les manches tandis que le maillot extérieur est noir.
| Début des années 1980 | Saison 1986-1987 | Saison 2013-2014 | Saison 2019-2020 |

### Structures sportives

#### Stades

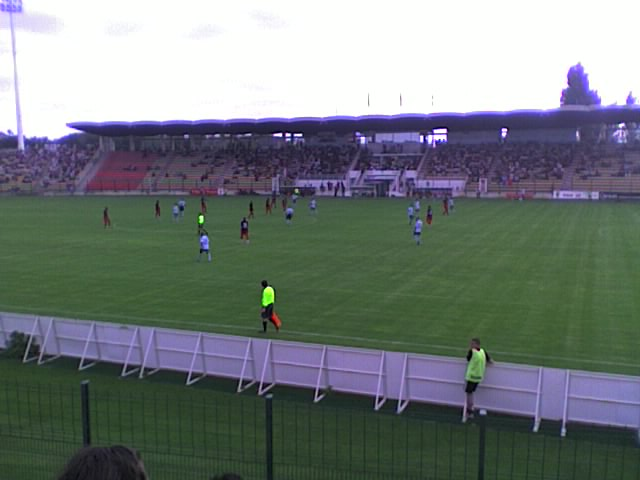
Match amical contre le Paris SG en juillet 2007, au Stade de la Vallée du Cher.

Le club évolue successivement dans trois stades. Le premier est le Stade Vélodrome Victor-Lefèvre, aujourd'hui disparu. Il se situe alors sur les rives du Cher. Le suivant est le stade de Grandmont, principal stade la ville de Tours depuis l'après-guerre. Situé au sud de la ville, en direction de Poitiers, au bord de la route nationale 10, en pleine cité universitaire, celui-ci comprend 5 000 places dont seulement 1 500 couvertes. Le 2 mars 1974, à l'occasion du seizième de finale aller de Coupe de France, 6 501 spectateurs payants sont recensés. Des tribunes provisoires sont alors louées au cirque Pinder pour faire face à la demande. Il est ensuite reconverti en stade d'athlétisme où se déroule les Championnats de France en 1989.
En 1974, à la suite de sa montée en Division 2, le club voit la mise en chantier d'un stade moderne de 15 000 places au milieu d'un complexe omnisports. Les adieux du stade Grandmont se font le 19 août 1978 et un dernier 0-0 contre l'AS Angoulême devant 2 064 spectateurs. La première tranche du stade de la Vallée du Cher (8 200 places) est inaugurée le 2 septembre 1978, à l'occasion de la quatrième journée de Division 2 contre Amiens (2-2). Plus de 10 000 entrées sont comptabilisées pour la réception du RC Lens un mois plus tard. Dès l'année suivante, la capacité est portée à 22 000 places. Le record d'affluence a lieu le 29 mai 1981 lors du match de première division opposant le FC Tours à l'AS Saint-Etienne. Plus de 23 000 spectateurs prennent alors place dans l'enceinte du stade. Officiellement, le chiffre est de 21 595 spectateurs mais faute de billets restant, plusieurs personnes sont tout de même parvenues à rentrer dans le stade,.
La mise en place des nouvelles normes de sécurité impose ensuite la fermeture des deux virages au public. La capacité de l’enceinte chute ainsi à moins de 11 000 places. Les quelques travaux (installation d’une nouvelle rampe d’accès, agrandissement des escaliers) nécessaires à la réouverture des virages sont achevés seulement dans le Virage Sud. Ce dernier pouvant accueillir environ 1 700 personnes. L'intersaison 2008 qui marque la remontée du Tours Football Club en Ligue 2 semble également signer le retour des ambitions au plus haut niveau. La direction du club, en accord avec la mairie, propose ainsi au mois de mai 2008 un vaste plan de rénovation du stade de la Vallée du Cher qui permet de porter sa capacité à 25 000 places. Ce plan, estimé à 34 millions d'euros, serait financé à hauteur égale par des partenaires privés et les collectivités locales.

#### Centre de formation
Des joueurs comme Gaëtan Charbonnier, David Fleurival, Benjamin Leroy, Patrick Vieira, Baptiste Santamaria et Romain Faivre sont notamment passés par le centre de formation tourangeau. Avant de connaître la carrière qu'on sait, le milieu de terrain des Bleus, Patrick Vieira, fait une partie de ses gammes au centre de formation du FC Tours. Philippe Leroux, responsable des jeunes à l'époque, se souvient : « Il arrivait des cadets de Dreux. Il allait avoir quinze ans. Il faisait partie de la sélection des cadets du Centre mais les clubs pros, tels que Nancy ou Nantes, ne croyaient pas en lui. Le conseiller technique départemental d'Eure-et-Loir nous l'a alors recommandé. C'est comme cela que tout a commencé ».

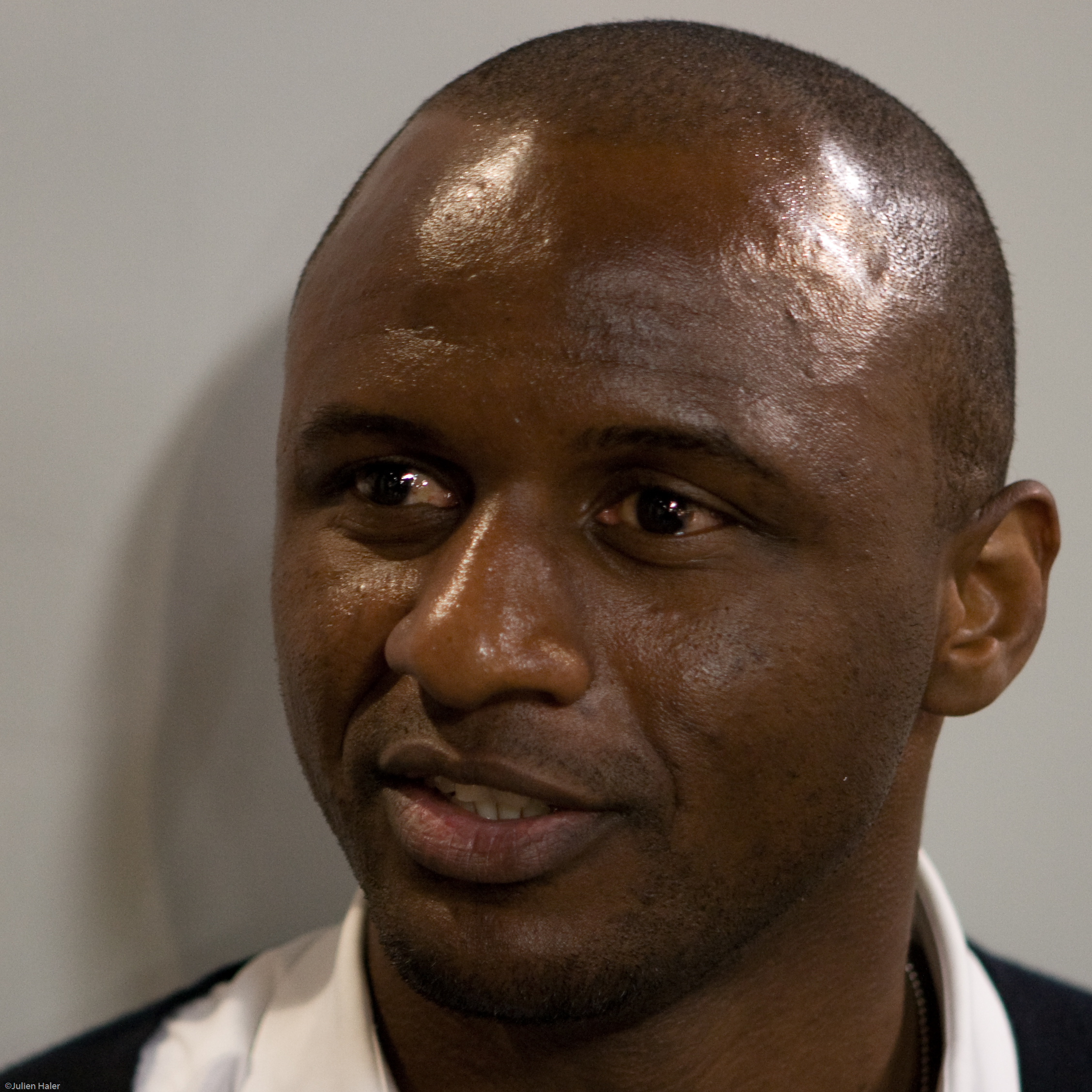
Patrick Vieira passe par les équipes jeunes du TFC.

Le Tours FC rouvre durant l'été 2010 son centre de formation. Bernard Blaquart en devient le premier directeur. Bien qu'un centre de formation ne soit plus obligatoire pour les clubs professionnels depuis 2003. Le club investit aussi beaucoup dans ses installations et la scolarité associée. Le TFC devient alors le 33e club professionnel à se doter d'un centre de formation, le onzième en Ligue 2. Son budget initial de 700 000 euros le situe dans le bas de la fourchette (trois millions en moyenne). Les premiers contrats (apprenti, aspirant, stagiaire, élite) sont signés en 2011. Au total à Tours, ils sont cinquante joueurs âgés de quinze à vingt ans en formation, en majorité issus de la région Centre.
En 2012, le centre de formation du Tours FC se classe 30e sur 32 d'après ces critères. Les points faibles (0 points) du club étant l'absence de contrat professionnel signé et de joueurs en sélection.
Pour la saison 2012-2013, Bernard Blaquart ayant pris la tête de l'équipe première, Cyrille Carrière, ancien entraîneur des U17 et adjoint de Bernard Blaquart, le remplace à la tête de la direction du centre de formation toute en gardant la gestion de l'équipe réserve,,.
Dans le prolongement de la décision adoptée par le Conseil municipal en sa séance du 31 mai 2013, un bail emphytéotique d'une durée de 18 ans à conclure entre la ville de Tours, propriétaire, et la SASP "TFC" permet à cette dernière de prendre en gestion l'ensemble du site et des installations du Centre Technique Régional Omnisports (CTRO) pour y créer un centre de formation, un centre d'entraînement pour son équipe professionnelle et y installer ses bureaux.

### Aspects juridiques et économiques

#### Statut juridique et légal
Le Tours FC est fondée en 1933 en tant que club sportif, régi par la loi sur les associations établie en 1901. Le club est actuellement affilié sous le no 4917 à la Fédération française de football. Il appartient de plus à la Ligue du Centre de football et au district d'Indre-et-Loire.
Au milieu des années 1970, handicapé par un statut amateur qui ne lui permet pas de retenir ses meilleurs joueurs, le club décide de passer professionnel et, après un mois d'hésitations, la Ligue donne son agrément en juin 1978. En juin 1993, à cause de problèmes financiers, la DNCG fait subir une double rétrogradation (sportive et administrative) au club qui perd par la même occasion le statut professionnel,,.
En 2006, lors du retour en deuxième division, le président Frédéric Sebag monte le club en société anonyme sportive professionnelle (SASP) pour lui redonner son professionnalisme. Les joueurs se retrouvent, à partir de cette date, salariés du club et sont rémunérés sur la base d'un contrat.
En mars 2021, le club lance sa campagne de participation au capital de sa nouvelle Société coopérative d’intérêt collectif (SCIC). Le mois suivant, la SASP Tours FC est placée en redressement judiciaire par le tribunal de commerce.
Le 30 janvier 2025, la cour d'appel d'Orléans confirme la liquidation judiciaire de la SASP Tours FC, suspendue lors de l'été 2024 après une promesse d'investissement du nouvel actionnaire et président Ivan Desmet.

#### Éléments comptables
Chaque saison, le club tourangeau publie son budget prévisionnel de fonctionnement après validation auprès de la DNCG, l'instance qui contrôle l'état des finances des clubs français de football. Le budget prévisionnel d'un club s'établit en amont de l'exercice à venir et correspond à une estimation de l'ensemble des recettes et des dépenses prévues par l'entité. Le tableau ci-dessous résume les différents budgets prévisionnels du club tourangeau saison après saison.
| Saison | 2008-2009 | 2009-2010 | 2010-2011 | 2011-2012 | 2012-2013 | 2013-2014 |
| ------ | --------- | --------- | --------- | --------- | --------- | --------- |
| Budget | 7 M€      | 7,5 M€    | 10,5 M€   | 10 M€     | 9,5 M€    | 9 M€      |
| Saison | 2014-2015 | 2015-2016 | 2016-2017 | 2017-2018 | 2018-2019 |           |
| Budget | 9 M€      | 8,7 M€    | 9 M€      | 8 M€      | 4 M€      |           |

Au début des années 1990, les problèmes financiers deviennent récurrents et le club affiche dix millions de francs de dettes. Jean Royer, toujours fidèle au FCT, n'hésite alors pas à combler les brèches via des subventions municipales. En 1992, la totalité des subventions (9 MF) sert à payer les dettes. Mais, en juin 1993, au vu du bilan présenté, la DNCG retire le statut professionnel au club et lui fait subir une double rétrogradation (sportive et administrative),,. Mais le club évite la liquidation et donc sa disparition pure et simple. En effet, 400 000 francs sont réunis in extremis, permettant au club de conserver son numéro d'affiliation à la Fédération française de football.
Nommé président en décembre 1997, Patrick Gaspéroni rassemble 1,5 MF pour terminer la saison 1997-1998. Mais les rumeurs les plus alarmistes circulent, l'éventualité d'un dépôt de bilan est même évoquée. Une fois le maintien assuré, la DNCG relègue une nouvelle fois le club pour des finances déficientes.
En 2001-2002, le TFC possède un budget de 10 millions de francs.
Lors de la saison 2012-2013, le budget du club s'élève à 9,5 millions d'euros. Au terme de la saison suivante, le Tours FC reçoit un peu plus de 4,4 millions d'euros de droits télévisuels.
La Ligue de football professionnel publie depuis 2002 les comptes de résultats des clubs professionnels français. Depuis son retour en Ligue 2 pour la saison 2008-2009, le Tours FC ne vit que des saisons déficitaires, hors indemnités de transferts.
Le club tourangeau termine à la dernière place de Ligue 2 en 2017-2018. Les Ciel et Noir sont à nouveau relégués à la fin d'un exercice 2018-2019 conclu à la quinzième place du National. À cette relégation s'ajoute une rétrogradation administrative en National 3. Et, alors que l'équipe obtient sur le terrain sa remontée immédiate en N2 au terme d'une saison 2019-2020 tronquée par le Covid-19, l'accession est remise en cause puis interdite par la DNCG. La saison 2020-2021 est blanche en raison de la situation sanitaire.
Mais, en juillet 2021, la commission d'appel de la DNCG confirme sa décision prise en première instance : le Tours FC, placé en redressement judiciaire par le tribunal de commerce de Tours fin mai 2021, est rétrogradé en Régional 1. Un an plus tard, en mai 2022, alors que la SASP Tours FC est placée en redressement judiciaire, le tribunal de commerce de Tours se prononce en faveur du plan de relance présenté par le président et propriétaire Jean-Marc Ettori. Ce plan retenu par les magistrats comprend un étalement sur dix ans d'une dette estimée à 4,3 millions d'euros, avec l’arrivée de nouveaux actionnaires au sein de la SASP Tours FC. L'offre de reprise présentée par Omar Da Fonseca, appuyée par les élus de la ville de Tours, dans le cadre de la procédure de redressement judiciaire n'est pas retenue.

#### Sponsors

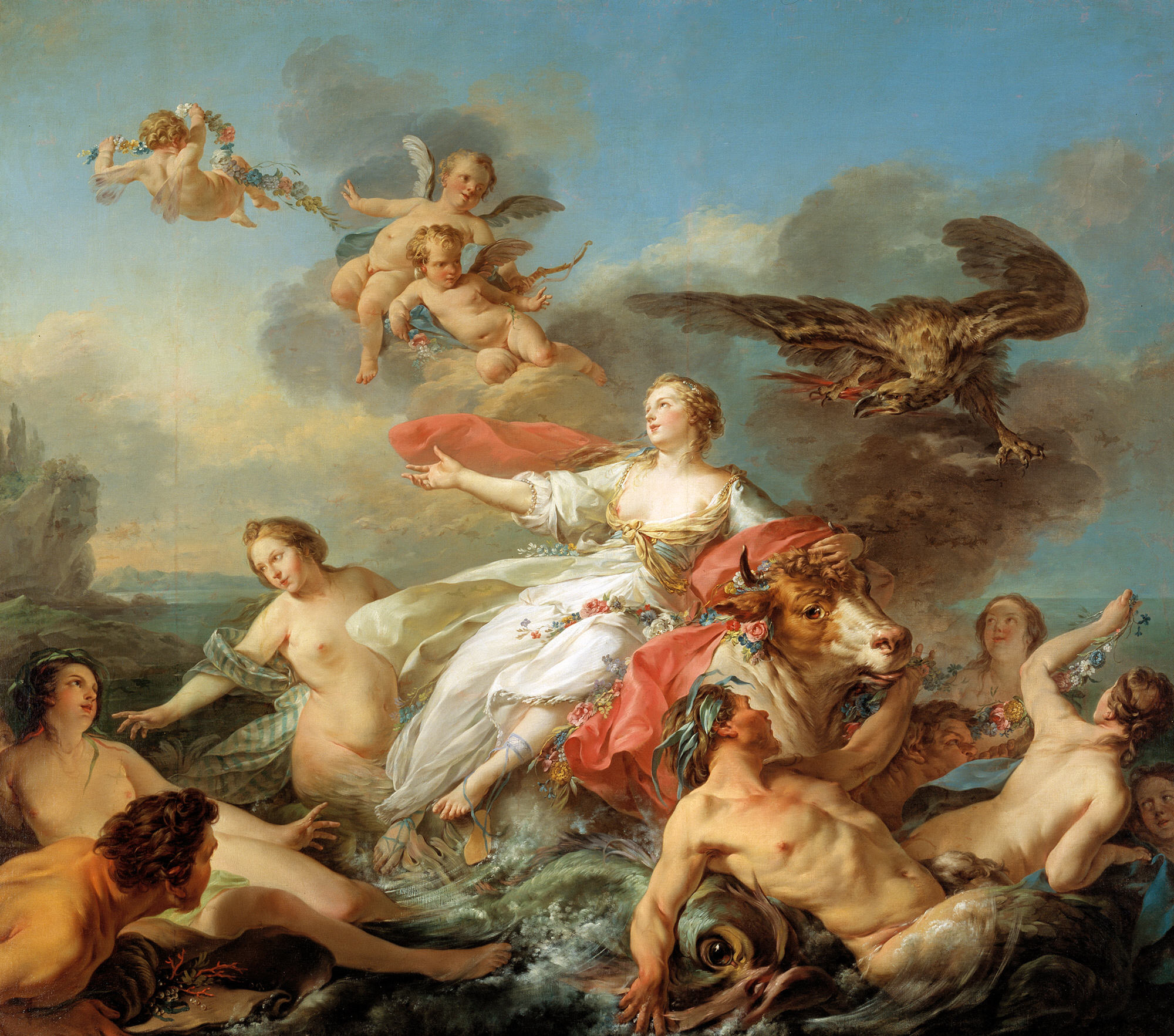
L'Enlèvement d'Europe, tableau de Jean-Baptiste-Marie Pierre datant de 1750. L'enfant en haut à gauche est le détail imprimé sur le maillot tourangeau en octobre 2008.

À la fin des années 70 et au début des années 80, avec la professionnalisation du club suivie de l'accession en Division 1, les sponsors se suivent : les supermarchés Suma, Point.P ou encore Pavillon Moderne apparaissent sur les maillots. Pendant cette période, Le Coq Sportif puis Puma sont les équipementiers du club.
En 1987, l'hypermarché Mammouth est le sponsor maillot du TFC. L'enseigne appartient aux Docks de France dont le club est originaire.
En octobre 2008, le Tours FC joue la carte de la nouveauté en imprimant le détail d’une œuvre de Jean-Baptiste-Marie Pierre datant de 1750 : L’Enlèvement d’Europe sur un maillot « collector » en lieu et place des sponsors du club. C’est une innovation du TFC, du musée des Beaux-arts et de la ville de Tours qui souhaitent décloisonner les genres et favoriser l’accès à la culture au plus grand nombre.
Lors de la saison 2010-2011, la formation tourangelle enregistre un nouveau partenaire avec les magasins Chausport pour le dernier tiers de l'exercice (quatre mois). En août 2012, c'est l'entreprise d'impression en ligne Saxoprint qui s'engage pour une saison avec le TFC,.
En septembre 2012, Invicta se désengage de la plupart de leurs partenariats, dont celui avec le Tours FC. Pour le club c'est un gros contrat : 10 % du budget sponsor qui se monte à 1,5 million d'euros.
Fin 2013, deux nouveaux sponsors rejoignent le Tours FC dont la compagnie aérienne Balkanian Airways, installée à Plovdiv en Bulgarie, l'autre entreprise est une société locale d'électricité C'Renov. Le logo de la société bulgare est présent sur le devant du maillot tourangeau, près du col et sur plusieurs panneaux publicitaires autour du terrain du stade de la Vallée du Cher. Trois mois plus tard, Balkanian Airways disparaît du maillot du TFC. Le président tourangeau Jean-Marc Ettori évoquant des divergences d'objectifs. Le club n'a pas reçu les 50 000 euros promis dans l'accord de sponsoring.
Pour la saison 2014-2015, le sponsor principal est conservé Corsicatours, et sur le dos, Système U est toujours présent sous le numéro du joueur. Un troisième sponsor apparaît sur le short pour cette nouvelle année il s'agit de la marque américaine McDonalds. Fin septembre, le Tours FC arbore un nouveau sponsor sur le maillot au-dessous de Corsicatours, il s'agit d'un magasin de vêtement basé à Porto-Vecchio Chut c'est un secret. En décembre 2015, le club signe des partenariats avec la marque de vêtements Wati B et le constructeur immobilier Maisons Ericlor(qui apparaît sur la pocket droite du maillot).
Pour la saison 2016-2017, le club inaugure un nouveau partenariat avec l'équipementier français Hungaria Sport, qui fait son retour dans le monde du sport après sa résurrection opérée par son président Pierre Ardens. Sur l'avant du maillot, en plus de Corsicatours, d'autres sponsors sont représentés : Wati B, marque de prêt-à-porter et Marina Viva, complexe hôtelier situé à Porticcio et appartenant au groupe Ettori. Au dos, l'enseigne Auchan apparaît sous le numéro du joueur.
Pour la saison 2017-2018, l'équipementier italien Kappa devient l'équipementier officiel du Tours FC. Il le sera jusqu'en 2022 avec l'arrivée de l'équipementier anglais Umbro, en collaboration avec ADN Sport.
En 2022, le sponsor historique depuis 2013 Corsicatours est accompagné du complexe touristique Paese di Lava qui devient partenaire du Tours FC, également possédé par Jean-Marc Ettori. L'entreprise AGB Rénovation basée à Montlouis-sur-Loire entre également au capital du club. Paese di Lava, AGB Rénovation, Corsicatours, ADN Sport, Citroën Fondettes sont les partenaires mis en avant sur le maillot. D'autres partenaires font leur apparition comme Cuisines Avenue, CSD Menuiserie, Kanab Diskan, Westotel, Aerium ou encore Zilia.

## Personnalités du club

### Historique des présidents
| Période    | Nom                |
| ---------- | ------------------ |
| avant 1969 | Jean Savoie        |
| 1969-1993  | Jean Royer         |
| 1993-1997  | Boualem Bendjador  |
| 1997-2003  | Patrick Gaspéroni  |
| 2003-2013  | Frédéric Sebag     |
| 2013-2022  | Jean-Marc Ettori   |
| 2022-2024  | Richard Plantureux |
| 2024-2025  | Ivan Desmet        |

Dans les années 1960, Jean Savoie est le président d'un club qui domine la Ligue du Centre avec trois titres en huit saisons.
En 1969, Jean Royer, maire de Tours, prend le poste de président du FC Tours à la surprise générale. Le club est alors au plus bas. Royer prend du recul dans les années 1980. Après de multiples tergiversations, Jean Royer se laisse convaincre par Yvon Jublot d’enrôler Delio Onnis en 1980, qui sera le symbole des grandes heures du FC Tours en première division. Ensuite, il tourne la page, contraint et forcé par un conseil municipal de plus en plus hostile à son égard.
En 1993, à la suite de la double relégation (sportive et administrative), l'avocat Boualem Bendjador arrive à la présidence. Sous son mandat, le club remonte en National et est élu meilleur club amateur de France pour ses résultats en jeunes. Bendjador est poussé à la démission au même moment. Patrick Gaspéroni, jusqu'alors directeur du Centre Technique Régional Omnisports (CTRO) de Tours, est nommé président en décembre 1997, avec plusieurs missions : éviter la liquidation, assainir les finances, stabiliser le sportif et trouver un repreneur viable. Le troisième président en cinq mois rassemble 1,5 MF pour terminer la saison.
Frédéric Sebag prend le relai en 2003 et parvient avec l'entraîneur Albert Falette à faire monter le club en National en 2003, puis en Ligue 2 en 2006. Entre 2008 et 2011, il installe le TFC dans les trente meilleures équipes de France avec l'entraîneur Daniel Sanchez et permet l'éclosion, entre autres, de joueurs comme Olivier Giroud ou Laurent Koscielny. Sebag est membre de la Haute Autorité du Football entre 2011 et 2013, date de son retrait de la présidence du club.
L'avant saison 2013-2014 du club se joue principalement dans les coulisses avec la revente du club par son propriétaire Frédéric Sebag. Dès le 17 juin 2013, les négociations sont en cours avec les futurs repreneurs corses, emmenés par Jean-Marc Ettori, PDG de Corsicatours, et l'ancien international français Jean-Luc Ettori pressenti pour diriger le sportif. Les nouveaux propriétaires se retrouvent immédiatement devant la DNCG le 20 juin. La vente du club est officielle le 21 juin 2013 : Jean-Marc Ettori remplace Frédéric Sebag. C'est le maire de Tours, Jean Germain, qui est à l'origine de la rencontre avec les propriétaires. En 2020, après la double relégation du club jusqu'en National 3 et la remontée interdire pour raison financière, Jean-Marc Ettori annonce qu'il se retire de la gestion au quotidien du club tourangeau, affirmant être la cible de la FFF. Pour défendre et représenter le club bénévolement, il choisit Guillaume Barré, chargé de partenariats à la DILA, tourangeau de naissance et supporter de longue date du TFC.
Toujours propriétaire du club en mai 2022, le plan de relance de Jean-Marc Ettori est accepté par le tribunal de commerce de Tours. L'ancien président déclare alors : « On[Qui ?] m’a demandé de prendre du recul, c’est ce que je fais ». Richard Plantureux devient alors le président délégué du club ciel et noir.
Placé en liquidation judiciaire en juin 2024, le TFC voit cette décision être finalement suspendue le 19 juillet 2024. Le 20 août 2024, l'entrepreneur belge Ivan Desmet devient le nouveau président du Tours FC.

### Historique des entraîneurs
| Période   | Nom                    |
| --------- | ---------------------- |
| 1952-1956 | Alfred Aston           |
| 1964-1967 | Stanislas Dombeck      |
| 1969-1976 | Yvon Jublot            |
| 1976-1981 | Pierre Phelipon        |
| 1985-1989 | Yvon Jublot (2)        |
| 1989-1992 | Jean Sérafin           |
| 1995-1999 | Christian Letard       |
| 1999-2007 | Albert Falette         |
| 2007-2011 | Daniel Sanchez         |
| 2019-2024 | Nourredine El Ouardani |

Le premier entraîneur connu est Alfred Aston. Il arrive comme entraîneur-joueur en 1952 et reste quatre saisons. Passe une année et l'international français Désiré Carré arrive à la tête de l'équipe pour deux saisons. Suivent Robert Caquet, Jules Vandooren et Stanislas Dombeck d'ici à la fin des années 1960.
En 1969, le FC Tours est relégué en DH Centre, Jean Royer, maire de la ville, prend la présidence du club et nomme Yvon Jublot comme entraîneur. En 1973, la montée en Division 3 est assurée. Une division qui ne voit qu'une saison le TFC puisque les Bleus accèdent directement à la D2. Saison 1973-1974 qui est aussi marquée par une campagne de Coupe de France réussie avec un seizième de finale face aux professionnels du FC Metz (1-1 à Grandmont et 1-2 au stade Saint-Symphorien). En juin 1976, Yvon Jublot est débarqué de son poste d'entraîneur et devient directeur sportif du TFC de 1976 à 1984, Pierre Phelipon le remplace sur le banc,,.
Yvon Jublot est à l'origine de la venue de Delio Onnis au Tours FC ainsi que du départ de son successeur comme entraîneur, Pierre Phelipon, au profit du hollandais Hennie Hollink. En 1982, Yvon Jublot a la possibilité de faire venir son ami Jean-Claude Suaudeau sur le banc tourangeau mais, contesté dans ses choix précédents (Onnis trop cher, Hollink têtu), le comité de direction refuse.
En 1983, Guy Briet arrive et devient champion de Division 2 dès la première saison. Monté en D1, le club est relégué tout de suite et Guy Briet est remplacé par Serge Besnard, joueur du club venant de raccrocher les crampons. En décembre 1985, Yvon Jublot revient sur le banc du FCT. Septième de D2 la première année, il est licencié en mars 1989 à la suite de la 18e place de l'équipe, synonyme de relégation en Division 3. Jean Sérafin prend l'équipe en main pour quatre ans puis Raymond Keruzoré en 1992. Au bout d'une saison, il est contraint au départ en raison du dépôt de bilan du club tourangeau.
Philippe Leroux puis Christian Mignon sont les deux premiers entraîneurs du désormais Tours FC reparti en National 2 (ex-CFA). En 1995, Christian Letard s'assoit sur le banc tourangeaux. C'est lui qui fait remonter le club en National en 1997 mais il n'arrive pas à y maintenir. C'est Albert Falette qui prend les rênes et reste huit ans en tant qu'entraîneur.

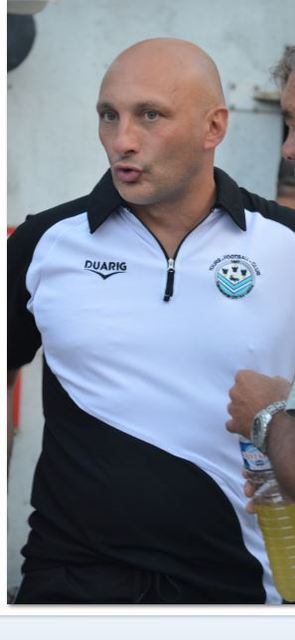
Olivier Pantaloni, entraîneur durant un peu plus d'une saison entre 2013 et 2014.

Sous les ordres de Falette, le Tours FC, alors dernier, termine à la dixième place du championnat CFA,. Après quatre ans à ce niveau, le TFC retrouve le National grâce à sa deuxième place du groupe D et à un repêchage administratif. Après une saison de National terminée à la seizième place avec un point d'avance sur le premier relégable. La saison suivante, le club se donne pour objectif d’accéder à la Ligue 2 dans les deux ans. Huitième en 2005, le club parvient à monter en Ligue 2 la saison suivante en terminant vice-champion derrière le Vannes OC. Il déclare alors « Cette remontée fut la plus belle période de ma carrière d’entraîneur, une superbe aventure. Mais quand j’ai compris que nous n’avions pas un groupe capable de se maintenir en L2, j’ai pris du recul »… Le club étant dernier du championnat en avril 2007, il quitte ses fonctions d'entraîneur à la suite d'une défaite face au FC Metz.
Philippe Bizeul, 38 ans et jusque-là adjoint d'Albert Falette prend le relais (à la demande d'Albert lui-même et du président Frédéric Sebag),. En 2007, Daniel Sanchez devient entraîneur du Tours FC alors en National avec pour objectif la remontée en Division 2, seize nouveaux joueurs sont recrutés à cet effet dont Laurent Koscielny. Le club termine vice-champion de National 2007-2008 et accède en D2. La saison suivante, les Tourangeaux sont sixième après avoir longtemps été sur le podium, l'équipe termine également en tête du classement à domicile. Ses bonnes performances valent à Sanchez de recevoir l'hommage de ses pairs lors des trophées UNFP où il est nommé deuxième meilleur entraîneur de Ligue 2 de l'année. Approché par d'autres clubs, il signe un nouveau contrat de trois ans avec le Tours FC. La saison suivante, le club termine dixième du championnat après avoir été dans la première moitié du tableau de Ligue 2 toute la saison. Ses qualités d'entraîneur lui valent d'être nommé deuxième entraîneur de Ligue 2 par France Football et huitième entraîneur français tous championnats confondus par le même magazine. En 2010-2011, le club reste sur le podium toute la première partie du championnat mais Daniel Sanchez quitte le club à la fin de celui-ci.
Le 14 juin 2011, l'allemand Peter Zeidler tente une expérience en France, lui qui parle couramment le français ce qui rend son acclimatation bien plus facile. À la fin de sa première saison aux commandes du club, il termine à la sixième place. Le 21 août 2012, à la suite d'un début de saison catastrophique (trois défaites et un nul en championnat), il est limogé alors qu'il entame sa dernière année de contrat à la tête de l'équipe tourangelle. Arrivé comme directeur du centre de formation en 2010, Bernard Blaquart est nommé entraîneur intérimaire de l'équipe première le 21 août 2012. Il dirige l'équipe toute la saison mais décide de quitter son poste d'entraîneur du Tours FC pour devenir directeur du centre de formation du Nîmes Olympique. Olivier Pantaloni est nommé pour gérer l'équipe première. Le 21 octobre 2014, il donne sa démission pour cause d'un début de saison difficile avec huit défaites en onze matchs. Son adjoint Alexandre Dujeux reprend le poste par intérim. Officiellement c'est Gilbert Zoonekynd qui hérite du poste, jusque là au centre de formation, Dujeux n'ayant pas les diplômes requis pour entraîner une équipe de Ligue 2. En juin 2015, après le départ d'Alexandre Dujeux, l'italien Marco Simone est officiellement annoncé comme le nouvel entraîneur du Tours FC. En désaccord avec ses dirigeants, et par consentement mutuel, il quitte le club en fin de saison. Pour le remplacer, le TFC fait appel à Fabien Mercadal, auparavant entraîneur de l'USL Dunkerque. Mais les résultats sont décevants et Fabien Mercadal est démis de ses fonctions mi-février 2017. Gilbert Zoonekynd reprend une nouvelle fois les rênes de l'équipe en compagnie de Nourredine El Ouardani, qui est responsable des U17 nationaux. Le duo parvient à assurer le maintien de Tours en Ligue 2 avec une série de 10 matchs sans défaite (entre les journées 27 et 36).
Après un début d'exercice 2017-2018 catastrophique, Gilbert Zoonekynd et Nourredine El Ouardani sont remplacés par Sébastien Gondouin qui assure l'intérim jusqu'en novembre 2017 et l'arrivée de Jorge Costa, ancien international portugais et vainqueur de la Ligue des Champions en 2004 avec le FC Porto. Malheureusement, le Portugais ne parvient pas à sauver le Tours FC de la relégation en National et quitte le club à l'issue de la saison. La saison suivante, René Lobello est engagé. Après un début de saison plutôt correct, le club enchaîne les contre-performances et en décembre 2018, le Tours FC se sépare de son entraîneur. Michel Estevan arrive en janvier 2019 pour assurer le maintien du club, sans succès. Le TFC subit une seconde relégation sportive consécutive avant d'être relégué administrativement en National 3.
De 2019 à 2024, c'est Nourredine El Ouardani qui occupe le poste d'entraîneur. Amoureux du club et très apprécié des supporters, Nourredine El Ouardani devient une figure essentielle de l'équilibre du Tours FC. Présent dès 2017 au club, Nourredine El Ouardani occupait ce poste en intérim en Ligue 2. Malgré les évènements que connaît le club les années suivantes, il décide de rester. En 2022, l'entraîneur vise la montée en National 2 avec un groupe étoffé de joueurs sélectionnés pour leur niveau de jeu et leur état d'esprit, si cher à Nourredine El Ouardani.
En août 2024, Bryan Bergougnoux, ancien joueur entre 2012 et 2018, devient l'entraîneur de l'équipe première.
| 1952-1956 | Alfred Aston      | 1983-1985 | Guy Briet                 | 2013-2014               | Olivier Pantaloni                |
| 1956-1957 | Miramon           | 1985      | Serge Besnard             | 2014-2015               | Alexandre Dujeux                 |
| 1957-1959 | Désiré Carré      | 1985-1989 | Yvon Jublot (2)           | 2014-2015               | Gilbert Zoonekynd                |
| 1959-1960 | Robert Caquet     | 1989-1992 | Jean Sérafin              | 2015-2016               | Marco Simone                     |
| 1960-1961 | ?                 | 1992-1993 | Raymond Kéruzoré          | 2016-2017               | Fabien Mercadal                  |
| 1961-1962 | Jules Vandooren   | 1993-1994 | Philippe Leroux           | 2017                    | Nourredine El Ouardani (intérim) |
| 1962-1964 | ?                 | 1994-1995 | Christian Mignon          | 2017                    | Gilbert Zoonekynd (2)            |
| 1964-1967 | Stanislas Dombeck | 1995-1999 | Christian Letard          | 2017                    | Sébastien Gondouin (intérim)     |
| 1967-1969 | Guy Bernard       | 1999-2007 | Albert Falette            | 2017-2018               | Jorge Costa                      |
| 1969-1976 | Yvon Jublot       | 2007      | Philippe Bizeul (intérim) | 2018- déc. 2018         | René Lobello                     |
| 1976-1981 | Pierre Phelipon   | 2007-2011 | Daniel Sanchez            | 2019- mai 2019          | Michel Estevan                   |
| 1981-1983 | Hendrikus Hollink | 2011-2012 | Peter Zeidler             | juin 2019-juin 2024     | Nourredine El Ouardani           |
|           |                   | 2012-2013 | Bernard Blaquart          | août 2024- février 2025 | Bryan Bergougnoux                |

### Joueurs emblématiques
| #  | Nom                    | B  | Carrière au club |
| -- | ---------------------- | -- | ---------------- |
| 1  | Pierre-Antoine Dossevi | 92 | 1974-75 & 76-81  |
| 2  | Delio Onnis            | 73 | 1980 - 1983      |
| 3  | Bernard Ferrigno       | 67 | 1978 - 1983      |
| 4  | Omar Da Fonseca        | 48 | 1982 - 1985      |
| 5  | Thierry Princet        | 47 | 1975-78 & 79-82  |
| 6  | Olivier Giroud         | 38 | 2008 - 2010      |
| 7  | Armand Raimbault       | 37 | 1993 - 2008      |
| 8  | Angel Lorenzo          | 36 | 1978 - 1988      |
| 9  | Bryan Bergougnoux      | 34 | 2012 - 2018      |
| 10 | Larbi Othmani          | 31 | 1973 - 1978      |

| #  | Nom                    | MJ  | Carrière au club |
| -- | ---------------------- | --- | ---------------- |
| 1  | Armand Raimbault       | 356 | 1993 - 2008      |
| 2  | Jean-Marc Desrousseaux | 209 | 1981-83 & 84-87  |
| 3  | Bryan Bergougnoux      | 191 | 2012 - 2018      |
| 4  | Thierry Princet        | 189 | 1975-78 & 79-82  |
| 5  | Julien Cétout          | 185 | 2008 - 2014      |
| 6  | Bernard Ferrigno       | 179 | 1978 - 1983      |
| 7  | Pascal Coiffier        | 173 | 1979 - 1986      |
| 8  | Pierre-Antoine Dossevi | 172 | 1974-75 & 76-81  |
| 9  | Aimé Rosso             | 160 | 1975 - 1982      |
| 10 | Haris Belkebla         | 155 | 2014 - 2018      |

En Coupe de France 1951-1952, avec son capitaine emblématique, l'ex-international et figure mythique du sport tourangeau Fred Aston, le club parvient à éliminer les professionnels de l'AS Troyes pour atteindre pour la première fois de sa courte histoire les 32e de finale. Le TFC obtient le « jackpot » en 1980. Se battant en tête toute la saison avec le Stade rennais, les Jean-Noël Dusé, Serge Besnard, Pierre-Antoine Dossevi et Bernard Ferrigno offrent le paradis aux 15 000 spectateurs du stade de la Vallée du Cher, premier plein de son histoire, en prenant définitivement l'avantage sur les Bretons (1-0).
Le FC Tours connaît ses plus grands moments dans les années 1980 sous la houlette de l'entraineur Pierre Phelipon et du directeur sportif Yvon Jublot, grâce à quelques joueurs d'exception comme l'attaquant italo-argentin Delio Onnis (deux fois meilleur buteur du championnat), le défenseur Serge Besnard, Karim Maroc ou encore Guy Lacombe. Pour sa troisième saison au haut niveau, le club continue de se renforcer avec les arrivées de Jean-Marc Furlan en défense, Alain Polaniok en milieu et surtout de l'Argentin Omar Da Fonseca en attaque.
Retombé en D2, le club perd ses principaux joueurs, Jean-Marc Desrousseaux, Onnis, Lacombe partent pour d'autres cieux. Si en début de saison les Bleus ne sont pas favoris, le TFC obtient la montée au dernier match à Dunkerque grâce à un but dans les dernières minutes d'Emmanuel Hamon. Le FCT parvient à se stabiliser en deuxième division à partir de 1985, sans toutefois se mêler à la lutte pour la montée. Quelques joueurs de renom circulent au club à cette période : Olivier Pickeu, Jean-Marc Adjovi-Bocco, Jean-Jacques Eydelie, Jacques Glassman, le brésilien Walquir Mota et l'argentin Jorge Dominguez.
Durant les années de reconstruction, Armand Raimbault est le gardien titulaire. Celui qui partage sa chambre avec Patrick Vieira au centre de formation tourangeau est indiscutable dans les buts et hérite du brassard de capitaine. Raimbault présente aussi la particularité d'être le tireur attitré des pénaltys obtenus par son équipe. Ainsi en quatre saisons consécutives (2002 à 2006), il n’en manque pas un seul, soit dix-sept buts inscrits toutes compétitions confondues. Lors de la saison 2005-2006, il finit second meilleur buteur du club avec six réalisations. Il quitte le club en 2008 après seize saisons passées au club et, entre autres, une montée de CFA en National en 2003, puis en Ligue 2 en 2006 et une autre en 2008.
Plus récemment, le Tours Football Club voit passer dans son équipe Olivier Giroud (2008-2010) et Laurent Koscielny (2007-2009) qui seront appelés en équipe de France juste après leur départ du Cher.
Plusieurs joueurs évoluant sous les couleurs du Tours FC sont sacrés meilleur buteur à l'issue d'une saison. Le premier est le togolais Pierre-Antoine Dossevi, meilleur buteur de Division 2 1977-1978 avec 23 buts. Vient ensuite Bernard Ferrigno en D2 1979-1890, co-meilleur buteur du Groupe A avec 16 but, et l'inévitable italo-argentin Delio Onnis, goleador du club lors de ses années en 1re division. Il termine meilleur scoreur en 1981 (24 buts) et 1982 (29 buts) et est aujourd'hui le meilleur buteur de tous les temps du Championnat de France de football avec 299 buts inscrits dont 64 avec le FCT. Retombé en D2, le club peut compter sur les 23 buts de l'argentin Omar Da Fonseca, co-meilleur buteur en 1983-1984. En 2010, le futur international français Olivier Giroud est sacré avec 21 buts en Ligue 2 2009-2010 puis Andy Delort (25 buts), co-meilleur buteur de Ligue 2 2013-2014.
| \| Dusé Kaham Morinière Besnard Pottier Coiffier Coudray Seweryn Ben Saïd Dossevi Ferrigno \| Première équipe à monter en Division 1 en 1980. |
| Dusé Kaham Morinière Besnard Pottier Coiffier Coudray Seweryn Ben Saïd Dossevi Ferrigno                                                       |

| Dusé Kaham Morinière Besnard Pottier Coiffier Coudray Seweryn Ben Saïd Dossevi Ferrigno |

| \| Desrousseaux Steck Brulez Simondi Marais Lacombe Meynieu Augustin Maroc Dehon Onnis \| Équipe 11e de D1 1982 et demi-finaliste de Coupe. |
| Desrousseaux Steck Brulez Simondi Marais Lacombe Meynieu Augustin Maroc Dehon Onnis                                                         |

| Desrousseaux Steck Brulez Simondi Marais Lacombe Meynieu Augustin Maroc Dehon Onnis |

| \| Dobraje Lestage Furlan Loiseau Gressani Várady Polaniok Coiffier Vercruysse Devillechabrolle Da Fonseca \| Équipe championne de Division 2 en 1984. |
| Dobraje Lestage Furlan Loiseau Gressani Várady Polaniok Coiffier Vercruysse Devillechabrolle Da Fonseca                                                |

| Dobraje Lestage Furlan Loiseau Gressani Várady Polaniok Coiffier Vercruysse Devillechabrolle Da Fonseca |

| \| Raimbault Gondouin Maréval Rodriguez Pédemonte Fleurival Kanté Collet Himmer Doukantié Mandanne \| Équipe remontant en Ligue 2 en 2006. |
| Raimbault Gondouin Maréval Rodriguez Pédemonte Fleurival Kanté Collet Himmer Doukantié Mandanne                                            |

| Raimbault Gondouin Maréval Rodriguez Pédemonte Fleurival Kanté Collet Himmer Doukantié Mandanne |

## Culture populaire

### Rivalités
Malgré des opposants de niveau comparable au sein de la Ligue du Centre de football avec le Tours FC, La Berrichonne de Châteauroux, le FC Bourges, l'AAJ Blois (devenu le Blois Football 41) ou encore l'US Orléans et l'Arago sport orléanais avant lui, il n'existe pas de rencontres entre ces équipes avec un suivi plus important des supporters et une pression médiatique supérieure.
Il existe malgré tout une rivalité avec le SCO d'Angers, cette rivalité fait suite aux nombreuses confrontations que les clubs ont eues sur ces dernières années. Les deux villes étant de taille similaire, sur un modèle économique semblable avec une proximité certaine. Allant jusqu'à des incidents dans le stade. Malgré tout, le club angevin étant à un niveau supérieur, les tensions et la rivalité entre les deux clubs ne sont plus réellement d'actualité. Le club d'Orléans peut également être considéré comme un rival pour le Tours FC car, même hors football, les deux villes sont constamment en concurrence pour la suprématie régionale

### Supporters

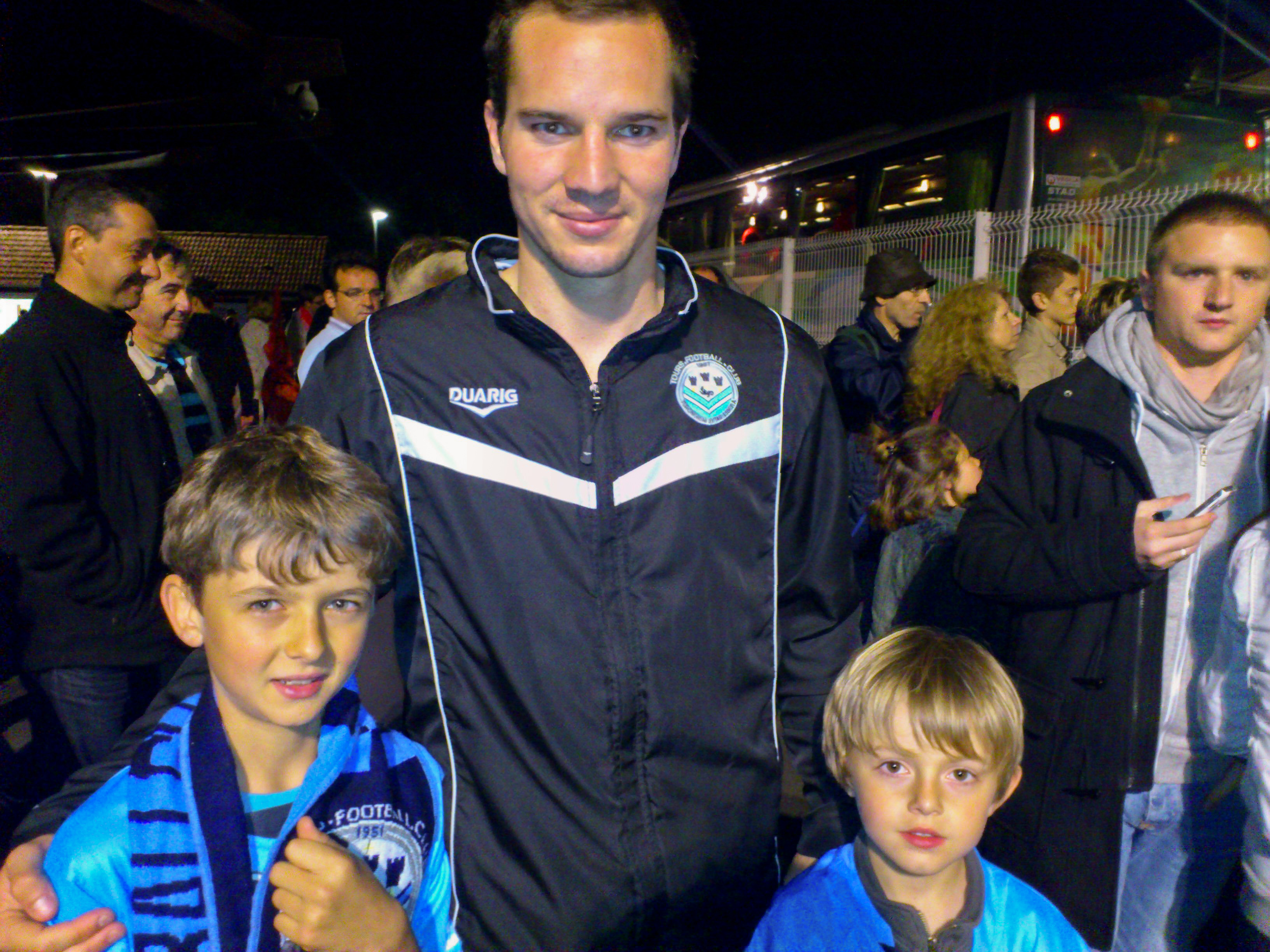
Kevin Lejeune en 2012 au milieu des supporters.

Le Tours Football Club possède trois groupes de supporteurs : les « Turons 1951 », créé en 2012, les « Abon's Tours », fondé l'année suivante, et les « Diables Bleus », anciennement « Kop Tourangeau » mis en place en 1980,. Plusieurs groupes ultras ou à tendance ultras du club n'existent plus de nos jours : Tours N' Boys (2008), Supras Tours (2002), Mad Boys (2004), Kop 37 (2003).
Les supporteurs du TFC n'ont pas toujours très bonne réputation, en effet ils sont souvent pointés du doigts dans de nombreux incidents violent avec des supporteurs adverses,, les forces de l'ordre ou des cas de braquages de stations-service.
Pour la saison 2013-2014, pour fidéliser ses supporters, le club propose un abonnement annuel à soixante euros en tribune nord, au lieu de 120 euros auparavant soit 50 % de réduction. Des abonnements pour les moins de 16 ans sont proposés à 50 euros. « On a voulu ramener du public qui avait des difficultés » déclare Jérôme Carré, responsable des abonnements au TFC. Le club propose aussi des abonnements à cinquante euros l'année pour les enfants dans toutes les tribunes, il espère ainsi passer de 1 800 à au moins 2 500 abonnés.
À la fin de l'année 2014, une mascotte voit le jour afin de donner une nouvelle identité visuelle au club, notamment pour les plus jeunes supporters. Celle-ci à l'allure d'une salamandre bleue, l'animal pour l'emblème de la Touraine et un des symboles présent sur le logo du club, et la couleur étant celle historique du Tours FC. Son nom fait suite à un concours proposé aux supporteurs du club, puis choisi par un jury composé de Jean-Marc Ettori (président du Tours FC), Jean-Luc Ettori (président délégué), Gilbert Zoonekynd et Alexandre Dujeux (entraîneurs), Bingourou Kamara (joueur), Stéphanie Lacote (responsable administrative de l'association) et Alexandre Bertrel (attaché de presse, webmestre responsable du projet). « DELIO » est retenu, un nom court et facile à mémoriser, également le prénom d'un joueur emblématique du club : Delio Onnis.
Plusieurs personnalités publiques soutiennent le Tours FC et notamment Florent Gautreau, journaliste français. Originaire de Vendôme, il a passé une partie de sa jeunesse à Tours et a régulièrement assisté aux matchs dans les années 80 quand Tours était en Division 1.

### Affluences
Les premières affluences connues du Tours FC montre qu'à la fin des années 1970, le public est de plus en plus nombreux au fur et à mesure que le club réalise un bon parcours en Division 2, passant de 3 000 à 4 500. Une fois monté en première division, l'affluence explose. Celle-ci est presque triplée la première saison pour s'approcher des 12 000 spectateurs, palier quasiment atteint lors du second exercice dans l'élite. Lors de la saison 1983-1984, redescendu en Division 2, le public tourangeaux reste présent au stade de la Vallée du Cher. Six rencontres rassemblent plus de 10 000 spectateurs et la finale retour pour le titre de champion de France de D2 face à l'Olympique de Marseille attire 18 359 personnes. Lors du retour à ce niveau deux ans plus tard, après un aller-retour en D2, une moyenne de 9 700 personnes viennent assister aux matchs à domicile.
Retombé sportivement en D2, avec une baisse d'année en année, puis administrativement en D4, le club ne voit que quelques centaines de personnes se déplacer au stade lors de la saison 1993-1994. Les spectateurs reviennent peu à peu pour dépasser les 2 000 entre 1996 et 1998, puis le club rechute en CFA et il faut repartir à zéro. Une fois stabilisé en National lors de la seconde moitié des années 2000, les supporters reviennent au stade. À partir de 2008 et la Ligue 2, entre 4 500 et 7 000 personnes viennent à chaque match au stade de la Vallée du Cher.

### Relations avec les médias
Le Tours FC compte comme partenaires média La Nouvelle République du Centre-Ouest et TV Tours Val de Loire.

## Autres équipes

### Équipe réserve
| Compétitions nationales             | Compétitions régionales |
| ----------------------------------- | --- |
| - CFA2 - Champion de groupe en 2009 | - Division d'honneur (3) - Champion en 1997, 2008 et 2013 - Coupe du Centre (3) - Vainqueur en 1998, 1999 et 2000 - Finaliste en 1997 et 2003 |

### Section jeunes
L'équipe juniors du Tours FC atteint la finale de la Coupe Gambardella en 2017-2018, son meilleur parcours dans cette compétition.
En 2014, le Tours FC remporte le championnat de France U19, alors que le club tourangeau n'a alors rouvert son centre de formation que depuis quatre saisons. Déjà mis à l'honneur pour ses nombreux jeunes appelés en sélections jeunes, le TFC est sacré champion de France U19. Après avoir notamment éliminé le LOSC, les jeunes de Gilbert Zoonekynd triomphent de l'Évian TG lors de la séance des tirs au but (1-1, tab 3-1).
De plus, les U19 remportent le championnat de DH Centre (élite régionale) en 2002, 2009, 2011 pendant que l'équipe réserve remporte son championnat de DHR les trois mêmes années,,.
En 2007-2008, le Tours FC termine à la troisième place en phase finale de la Coupe Nationale Benjamins.

### Section féminine
La section féminine du Tours FC est un club de football féminin français et fondé sous le nom de Tours EC avant son absorption par le club professionnel masculin. Les Tourangelles atteignent pour la première fois de leur histoire la Division 1 en 1984, après un passage rapide par la seconde division. Le club se maintient durant huit saisons à ce niveau avant de disparaître à la suite de la refonte du système du football féminin français en 1992. De retour en première division pour une saison en 2001-2002, le club se maintient en D2 jusqu'en 2011-2012 et sa descente en Division d'Honneur. En 2014, les joueuses terminent premières du championnat interrégionale et remontent en Division 2 mais sont reléguées la saison suivante. Depuis, elles demeurent dans le championnat de Régional 1.
L'équipe séniors évolue sur les terrains annexes au stade de la Vallée du Cher.